# 小落芒草
小落芒草（学名：Oryzopsis gracilis）为禾本科落芒草属下的一个种。其种加词来源于拉丁文“gracilis”，意为“纤细的”。